# Khuis pyramid
Khuis pyramid är en pyramid av lersten i Dara i södra Egypten mellan städerna Asyut och Meir. Det tros vara farao Khui som under Egyptens åttonde dynasti (Första mellantiden) lät bygga pyramiden då en kartusch med Khuis namn hittades på ett stenblock i en grav strax söder om pyramiden. Pyramidens ruiner är 4 meter höga och i så dåligt skikt att det är osäkert om den är raserad eller om den aldrig blev färdigbyggd. Dess bas mäter hela 130 meter vilken indikerar att den skulle motsvarat Djosers trappstegspyramid i storlek.

## Bilder

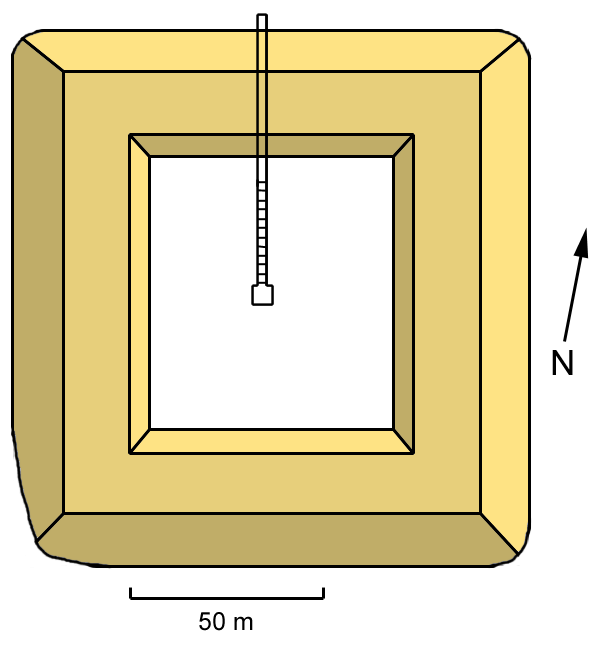
Skiss över Khuis pyramid
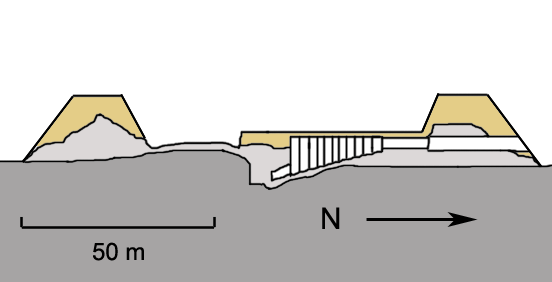
Skiss över Khuis pyramid

- Wikimedia Commons har media som rör Khuis pyramid.